# Павда (посёлок)
Павда́ — посёлок в Новолялинском городском округе Свердловской области России к северо-западу от районного центра — города Новой Ляли.

## Географическое положение
Посёлок Павда расположен в горной таёжной местности на левом берегу реки Павды при впадении её в реку Лялю (правый приток реки Сосьвы), у подножия горы Павдинский Камень (15 километров до вершины). Расстояние до центра городского округа города Новая Ляля — 64 километра (по автодороге — 98 километров), до Екатеринбурга — 354 километра. Ближайшая железнодорожная станция Ляля расположена в Новой Ляле. Посёлок связан с центром округа трассой Павда - Новая Ляля, имеющей переменное асфальтово-грунтовое покрытие. Климат умеренно-континентальный. Почва каменистая и только на низменных местах встречается суглинок.

## История посёлка
Посёлок Павда был основан 30 октября 1599 года на «Бабиновской дороге», проходившей по левому берегу реки Ляля от Соликамска в Сибирь. Прежнее название — Николае-Павдинское. В 1757 году был заложен Николае-Павдинский медеплавильный завод, обрабатывавший руды, добываемые в Николае-Павдинском горном округе. Завод просуществовал недолго и был закрыт из-за истощения запасов меди. В начале XX века главным занятием сельчан были приисковые работы, добывание золота и платины, пушной промысел, охота, сбор кедровых орехов и прочие.
В окрестностях посёлка имеются россыпные месторождения золота и платины. Пик добычи золота пришёлся на 1915—1917 годы.
Посёлок Павда был центром Николае-Павдинской волости, входившей в Верхотурский уезд Пермской губернии. В 1919 году уезд вошёл в состав Екатеринбургской губернии, был образован Павдинский сельсовет. В 1923 году Павда стала центром вновь образованного Кытлымского района. При ликвидации окружного деления в 1930 году район вошёл в Уральскую область, в 1931 году вошёл в состав Нижнетуринского района, который в 1933 году был преобразован в Исовский район. В 1948 году посёлок Павда получил статус рабочего посёлка с образованием Павдинского поссовета. В 1959 году Павдинский поссовет был передан в Ново-Лялинский район. С 2004 года посёлок Павда снова стал сельским населённым пунктом.

## Николаевская церковь
Первый деревянный храм был заложен при основании Нижне-Павдинского завода, и освящён во имя святого Николая. Храм сгорел, и вместо него, по благословению преосвященного Пермского Иустина, в 1805 году заложен новый каменный однопрестольный храм. Новый храм освящён во имя святого Николая, архиепископа Мирликийского в 1816 году. Построенный в виде креста, храм имел до девяти сажен в длину, до пяти сажен в ширину. Вместо небольшой деревянной колокольни, стоявшей поодаль от храма, в 1880 году под куполом храма были проделаны слуховые окна, где и поместили колокола, а деревянная колокольня была сломана. В 1899 году устроена новая паперть с двумя боковыми закрытыми входами. В начале XX века в храме имелись два древних Евангелия (1712 года и 1764 года), старинный оловянный потир с дискосом и такая же дарохранительница. Храму принадлежало несколько лавок, которые до 1900 года давали церкви до ста рублей арендной платы. Четыре раза в год совершались крестные ходы: в день святителя Николая чудотворца, в день пророка Илии, в праздник Покрова Пресвятой Богородицы и в Духов день; в Духов день крестный ход совершался вокруг завода. В 1914 году к ней был пристроен придел, сооружён второй купол. В 1920-е годы прекращено богослужение, а в 1931 году церковь закрыта и превращена в клуб, в 1940-е разобрана на кирпичи.

## Население
| 1959 | 1970  | 1979  | 1989 | 2002 | 2010 | 2021 |
| ---- | ----- | ----- | ---- | ---- | ---- | ---- |
| 2757 | ↘2656 | ↘1270 | ↘892 | ↘688 | ↘478 | ↘225 |

## Инфраструктура
В посёлке действуют клуб, в котором имеется небольшой краеведческий музей, средняя школа, детский сад, работают пожарная часть, опорный пункт полиции и фельдшерско-акушерский пункт, почтовое отделение и отделение Сбербанка, также аптека и продуктовый магазин. На окраине посёлка расположена турбаза «Таёжная рось».
Посёлок Павда электрифицирован, однако газоснабжение отсутствует, хотя рядом проходит газопровод.

## Транспорт
Добраться до посёлка можно на пригородном автобусе из города Новая Ляля.

## Промышленность
В посёлке действует лесозаготовительный участок «Новолялинского леспромкомбината», но в XXI веке объёмы заготовки сильно упали.
Жители посёлка занимаются личным подсобным хозяйством, лесозаготовкой, пчеловодством.